# Panaspis africanus
Panaspis africanus е вид влечуго от семейство Сцинкови (Scincidae). Видът е уязвим и сериозно застрашен от изчезване.

## Разпространение и местообитание
Разпространен е в Сао Томе и Принсипи.
Обитава гористи местности, планини и възвишения.